# Henri de Costier
Henri Louis de Costier, auch Henri Louis Decostier,  (* 26. April 1901 in Bazoches-sur-Vesles; † 24. Juli 1989 in Bois-Guillaume) war ein französischer Autorennfahrer.

## Karriere als Rennfahrer
Henri de Costier war in den 1920er-Jahren und Anfang der 1930er-Jahre beim 24-Stunden-Rennen von Le Mans und dem 24-Stunden-Rennen von Spa-Francorchamps am Start. Viermal nahm er am 24-Stunden-Rennen in Le Mans teil, mit der besten Platzierung 1926, als er gemeinsam mit Pierre Bussienne im Werks-E.H.P. Type DS Gesamtachter wurde. Das 24-Stunden-Rennen von Spa-Francorchamps 1930 beendete er mit Partner Henri Stoffel als Gesamtfünfter.

## Statistik

### Le-Mans-Ergebnisse
| Jahr | Team                                              | Fahrzeug                   | Teamkollege                   | Platzierung     | Ausfallgrund |
| ---- | ------------------------------------------------- | -------------------------- | ----------------------------- | --------------- | ------------ |
| 1926 | Etablissements Henri Precioux                     | E.H.P. Type DS             | Pierre Bussienne              | Rang 8          |              |
| 1927 | Etablissements Henri Precioux                     | E.H.P. Type DS             | Hilaire Gaignard              | disqualifiziert |              |
| 1928 | Automobiles Luart-Poniatowski-Hougardy Ingenieurs | Alphi LM                   | Sosthènes de la Rochefoucauld | disqualifiziert |              |
| 1931 | Henri de Costier                                  | Chrysler CG Imperial Eight | Raymond Lussan                | Ausfall         | Kühler       |